# Eckart Hans von Tschammer und Osten
Eckart Hans von Tschammer und Osten (Dresden, 5 december 1885 - Minsk, 30 januari 1946) was een Duitse officier en Generalmajor tijdens de Tweede Wereldoorlog. Hij was ook een veroordeelde oorlogsmisdadiger.

## Leven
Op 5 december 1885 werd Eckart von Tschammer und Osten geboren in Dresden. Hij was de zoon van Koninklijk Saksen Oberstleutnant en kamerheer Hans von Tschammer und Osten (1856–1922) en zijn echtgenote Betty (geboortenaam von Metsch (1861–1903). Zijn moeder had een dochter Emil von Metsch uit een eerder huwelijk. Hij had ook nog een jongere broer Hans von Tschammer und Osten die de Reichssportführer was.
Tschammer zat op de Vitzthum-Gymnasium Dresden. In april 1905 trad hij als Seekadett in dienst van de Kaiserliche Marine. Hij verliet de Kaiserliche Marine als Fahnenjunker, en nam op 9 maart 1906 dienst in het Saksisch leger. En werd geplaatst bij het 1. (Leib-)Grenadier-Regiment Nr. 100. Na zijn bezoek aan de Kriegsschule (militaire school) werd Tschammer op 16 april 1907 bevorderd tot Leutnant. Op 19 augustus 1913 trouwde hij met Margarete Camp von Schönberg. Het echtpaar kreeg vier dochters. In 1946 trouwde een dochter met de voormalige Kapitänleutnant en torpedobootcommandant Horst Freiherr von Luttitz.

### Eerste Wereldoorlog
Kort voor de uitbreken van de Eerste Wereldoorlog, behoorde Tschammer behoorde tot het 1. Königlich Sächsisches (Leib-) Grenadier-Regiment Nr. 100. Hij diende als Zugführer (vergelijkbaar met pelotonscommandant) van een MG-compagnie in het Reserve-Infanterie-Regiment Nr. 244. In deze functie werd Tschammer op 15 oktober 1914 bevorderd tot Oberleutnant. Op 5 oktober 1916 werd hij bevorderd tot Hauptmann. Als MG-officier in de regimentsstaf van het 1. Königlich Sächsisches (Leib-) Grenadier-Regiment Nr. 100. Voor zijn inzet aan het westfront ten noorden van Péronne werd hij op 19 oktober 1916 onderscheiden met het Militaire Orde van Sint-Hendrik. In 1918 werd hij als commandant ingezet van een Sturmbataillon.

### Interbellum
Na de Eerste Wereldoorlog werd Tschammer als Hauptmann in oktober 1919 met zijn oude Rangdienstalter opgenomen in de Reichsheer. In de Reichsheer werd hij ingezet in het Reichswehr-Infanterie-Regiment 24. In het voorjaar van 1920, behoorde hij ook tot het 200.000 man sterke overgangsleger. Bij het opbouwen van het 100.000 man sterke Reichsheer van de Reichswehr, werd hij in het 10. (Sächs.) Infanterie-Regiment opgenomen. De jaren erop werd hij ingezet als compagniescommandant van de 16e compagnie van het Ausbildungs-Bataillon. Op 1 oktober 1923 werd Tschammer aan de regimentsstaf van het 16. Reiter-Regiment toegevoegd, en naar Kassel gestuurd. Vanuit Kassel werd hij voor drie jaren als commandant gecommandeerd naar de Militärturnanstalt Wünsdorf. Op 1 oktober 1925 werd Tschammer eveneens weer overgeplaatst naar het 1. (Preuß.) Eskadron van het 16. Reiter-Regiment in Kassel. Vanaf 1 oktober 1926 was hij chef van de 5e compagnie van het 17. Infanterie-Regiment (17e Infanterieregiment) in Göttingen. In 1928/1929 werd hij overgeplaatst naar de staf van het II. (Preuß.) Bataillon van het 17. Infanterie-Regiment eveneens in Göttingen. In de staf werd Tschammer bevorderd op 1 oktober 1929 tot Major. Hij werd op 1 oktober 1932 overgeplaatst naar de staf van het 3e bataljon van het 10. (Sächs.) Infanterie-Regiment. Op 1 maart 1933 werd hij als commandant mit der Wahrung der Geschäfte beauftragt (m. d. W. d. G. b.) (vrije vertaling: met de behartiging van de zaken belast) van het Truppenübungsplatz Königsbrück (militair oefenterrein Königsbrück). Hierna werd Tschammer op 1 december 1933 benoemd tot commandant van het militair oefenterrein Königsbrück en tegelijktijdig bevorderd tot Oberstleutnant. Bij de verdere opbouw van de Wehrmacht op 1 oktober 1934, gaf hij zijn commando weer over. Hij was nu de commandant van het 3e bataljon van het Infanterieregiment Plauen. Op 1 oktober 1935 werd Tschammer bevorderd tot Oberst. Tijdens de verdere opbouw van de verbanden, werd Tschammer op 15 oktober 1935 tot commandant benoemd van het 3e bataljon in het Infanterie-Regiment 102 (102e Infanterieregiment) in Glauchau. Na de Anschluss werd hij op 1 april 1938 benoemd tot trainingsleider in Linz an der Donau.

### Tweede Wereldoorlog
Tijdens de mobilisatie voor de Tweede Wereldoorlog in de zomer van 1939, werd Tschammer benoemd tot commandant van het Infanterie-Ersatz-Regiment 45 in Linz. Vanaf 1 februari 1940 nam hij van de staf van het Infanterie-Ersatz-Regiment 45 het opgestelde Infanterie-Ersatz-Regiment 130 over. Vanaf 1 oktober 1940 werd hij benoemd tot commandant van het nieuw opgerichte Infanterie-Regiment 447 (447e Infanterieregiment). Op 1 december 1940 werd Tschammer bevorderd tot Generalmajor. Door zijn bevordering tot Generalmajor, werd hij vervolgens benoemd tot commandant van Colmar in de Elzas. Vanaf 17 juni 1941 tot 27 april 1942 was Tschammer commandant van het nieuw opgestelde Brigade 202 in Mannheim. In juli 1941 werd hij met zijn staf als bezettingstroepen verplaatst naar het Generaal-gouvernement. Einde 1941 werd hij met zijn staf verplaatst naar Wit-Rusland. De volgende dag werd door een naamswijziging van de staf, hij benoemd tot commandant van de Ersatz-Brigade 202. Met deze brigade vocht hij in Polen en Wit-Rusland. Door de naamswijziging van zijn staf door het bevel van 27 april 1942, werd Tschammer op 10 mei 1942 benoemd tot commandant van het Oberfeldkommandantur 392 (OFK 392) in Minsk. Op 1 oktober 1942 droeg hij zijn commando weer over, en werd geplaatst in het Führerreserve. Gedurende deze tijd werd zijn bevel uitgevaardigd om een getto van Minsk op te richten. Vanuit het Führerreserve werd hij tot commandant benoemd van het Feldkommandantur 531 in Châlons-en-Champagne, Frankrijk. In het voorjaar van 1943 werd hij vervangen vanwege meningsverschillen met het Duitse civiele bestuur, en werd hij benoemd tot commandant van het Truppenübungsplatz Grafenwöhr (militair oefenterrein Grafenwöhr). Op 15 juni 1944 droeg hij zijn commando weer over, en was daarvoor benoemd tot commandant van het Feldkommandantur 853 (FK 853) in Roemenië.

## Vermist, krijgsgevangenschap, proces en terechtstelling
Op 3 september 1944 werd Tschammer als vermist opgegeven. Hij was toen al bij Cernavodă in Roemeens krijgsgevangenschap geraakt. Hierna werd hij vervolgens uitgeleverd aan het Rode Leger, die hem naar de Rusland brachten. Hij werd beschuldigd van de moord op 75.000 burgers en de deportatie van 25.000 Sovjetvrouwen. Op 29 januari 1946 werd Tschammer vanwege deze oorlogsmisdaden door het Russische gerecht tot de dood veroordeeld. Hij werd nog dezelfde dag voor een publiek van 100.000 mensen gezamenlijk met de Generalleutnant Johann-Georg Richert, Generalmajor Gottfried von Erdmannsdorff, Oberstleutnant der Polizei Georg Robert Weißig, Major Reinhard Georg Moll, Hauptmann Carl Max Languth, Sonderführer August Josef Bittner, Sonderführer Rolf Oskar Buchard, SS-Brigadeführer en Generalmajor der Polizei Eberhard Herf, SS-Obersturmführer en Gestapo-Kommissar Hans Hermann Koch, Hauptmann der Polizei Ernst August Falk, Wachtmeister der Gendarmerie Bruno Franz Mittmann, SS-Unterscharführer Franz Karl Hess in Minsk opgehangen.
Zijn jongere broer, de Reichssportführer en SA-Obergruppenführer Hans von Tschammer und Osten was in het voorjaar van 1943 gestorven.

## Militaire carrière
- Generalmajor: 30 december 1940 (RDA vanaf 1 december 1940)[6][11][12][13]
- Oberst: 1 september 1936 (RDA vanaf 1 oktober 1935)[6]
- Oberst: 1 oktober 1935[6][11][13]
- Oberstleutnant: 1 december 1933[6][11][13]
- Major: 1 oktober 1929[6][11]
- Nieuwe RDA: 1 juli 1922 (RDA vanaf 5 oktober 1916[6]
- Hauptmann:[14] 15 november 1916[6] - 5 oktober 1916[11]
- Oberleutnant: 14[6] - 15 oktober 1914[11]
- Leutnant: 16 april 1907[6][11]
- Fähnrich: 21 juni 1906[6][11]
- Fahnenjunker: 9 maart 1906[11]
- Seekadett:[11] 1 april 1905[6][13]

## Onderscheidingen[6]
- IJzeren Kruis 1914, 1e Klasse[14] en 2e Klasse[14]
- Herhalingsgesp bij IJzeren Kruis 1939, 1e Klasse[11] en 2e Klasse (1939)
- Kruis voor Oorlogsverdienste, 1e Klasse (1 september 1942) en 2e Klasse (20 april 1942) met Zwaarden
- Medaille Winterschlacht im Osten 1941/42 op 13 augustus 1942
- Gewondeninsigne 1918 in zwart[11][14]
- Erekruis voor Frontstrijders in de Wereldoorlog
- Dienstonderscheiding van Leger en Marine, 1e Klasse (25 dienstjaren) op 2 oktober 1936
- Ridder der Tweede Klasse in de Saksisch-Ernestijnse Huisorde[14] op 8 februari 1913
- Albrechtsorde
  - Ridder der Eerste Klasse met Zwaarden[14] op 13 juni 1917
  - Ridder der Tweede Klasse met Zwaarden op 3 juli 1915
- Ridder in de Militaire Orde van Sint-Hendrik[14] op 19 oktober 1916[12]
- Kruis voor Militaire Verdienste (Oostenrijk-Hongarije), 3e Klasse met Oorlogsdecoratie